# 황수미
황수미(1986년 1월 25일 ~ )는 대한민국의 소프라노이다. 독일 본 극장 소속 솔리스트, 현재 프리로 활동 중
2018년 동계 올림픽 개회식에서 올림픽 찬가를 불러 세계적인 주목을 끌었다.

## 학력
- 서울예술고등학교
- 서울대학교 성악과
- 서울대학교 대학원 성악과
- 뮌헨 국립음악대학교 최고연주자과정 수료

## 수상
- 2012 뮌헨 ARD 국제음악콩쿠르 성악부문 2위
- 2013 아넬리제 로텐베르거 콩쿠르 우승
- 2014 벨기에 퀸 엘리자베스 콩쿠르 성악부문 우승